# 那賀川町敷地
那賀川町敷地（なかがわちょうしきじ）は、徳島県阿南市の大字。2010年10月1日現在の人口は254人、世帯数は86世帯。郵便番号は〒779-1115。

## 地理
阿南市の北部に位置。北から西は那賀川町小延、東は那賀川町色ケ島、南西は那賀川町八幡に接する。北部は稲作中心の農業地帯であるが、東部方面は畑作地でサツマイモ畑等が多い。

### 河川
- 幾島川

## 歴史
2006年（平成18年）3月20日に那賀郡那賀川町が阿南市と合併し、阿南市那賀川町敷地になる。

## 施設
- 阿南市立今津小学校
- 若宮神社
- 萬願寺

## 交通

### 道路
都道府県道
- 徳島県道141号大林那賀川阿南線
- 徳島県道275号敷地羽ノ浦線

### 路線バス
徳島バス
- 敷地